# توکای خندان
توکای خندان (نام علمی: Leiothrix) نام یک سرده از تیره سسکیان است.

## گونه‌ها
- گوش‌نقره‌ای, Leiothrix argentauris
- بلبل پکن Leiothrix lutea